# 高其才
高其才（1964年9月—），浙江慈溪人，中国法学家，本科就读于西南政法学院，后任教于中南政法学院。现为清华大学法学院教授。